# 巴克塔普爾

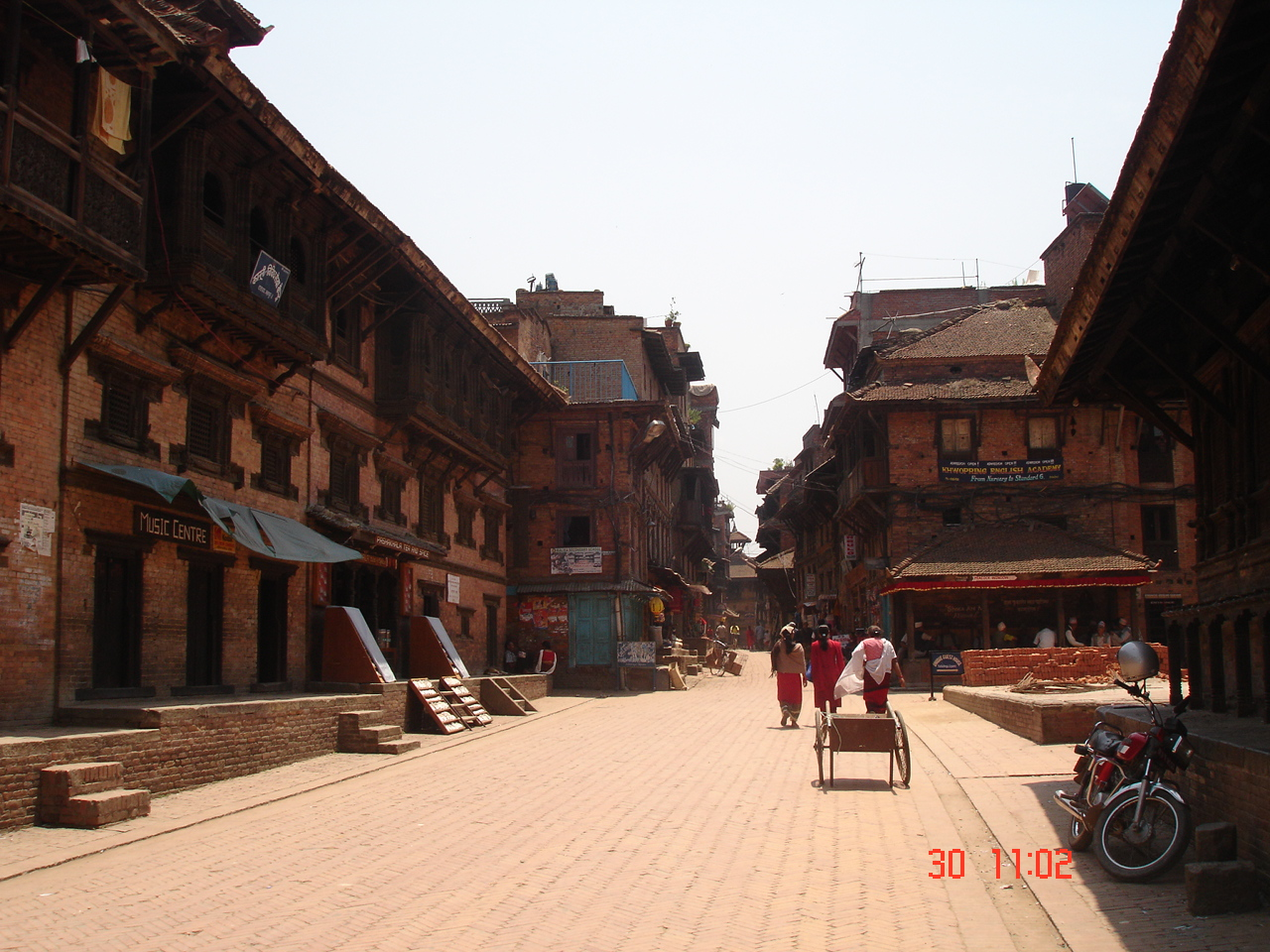

巴克塔普爾（羅馬化：Bhaktapur，發音：[ˈbʱʌkt̪ʌpur] ⓘ；意为“信徒之城”），当地称为阔巴（尼瓦尔语：𑐏𑑂𑐰𑐥𑑅‎，IAST：Khvapa），历史上也被称为巴德岗（Bhadgaon），是尼泊爾巴格馬蒂省的城鎮，位於該國中部，面積6.88平方公里，海拔高度1,341米，2011年人口81,748。巴克塔普爾是位置加德满都谷地东部，距离首都加德满都约13公里。

## 词源
巴克塔普尔（Bhaktapur）这一名称最早见于公元928年的碑文。人们普遍认为，该名称是该城市本地名称的梵语翻译。这个本地名称是尼瓦尔语早期形式中的“Khōpring”，最早出现在公元594年的一块李查维王朝碑文中。“Khōpring”由两个尼瓦尔语早期词汇组成：“kho”（意为“煮熟的米饭”）和“pring”（意为“村庄”）。此外，这座城市有时也被称为“Bhaktagrāma”，其中“grāma”在梵语中意为“村庄”，而“pura”则意为“城镇”。
“Khopring”这一名称在演变过程中逐渐发展为“Khwopa”，这是该城市在尼瓦尔语的古典及现代形式中的名称。“Khwopa”作为城市名称，最早出现在一份公元1004年的手稿中。在马拉王朝时期，几乎所有的碑文、手稿和文献中都使用“Khwopa”来指代这座城市。
该城市另一个常见的名称是“巴德岗”（Bhatgaon），这是“Bhaktagrama”的印度斯坦语和卡斯语翻译形式。这个名称在1769年普里特维·纳拉扬·沙阿的廓尔喀军队征服巴克塔普尔之后变得尤为流行。据信，在1930年代，时任总理朱达·苏姆谢尔·拉纳在视察这座城市、见证了众多寺庙和当地居民的虔诚信仰后，下令将官方名称改回“Bhaktapur”，意为“信徒之城”，而非“Bhatgaon”。此外，“Bhakta”在梵语中也有“熟米饭”的意思。

## 友好城市
- 平城市（朝鲜）[11][12]
- 山南市（中国）[13]

2023年12月13日，巴克塔普尔与中国乐山市签署了一份谅解备忘录，旨在建立两座城市之间的友好城市关系。

## 画廊

巴克塔普爾
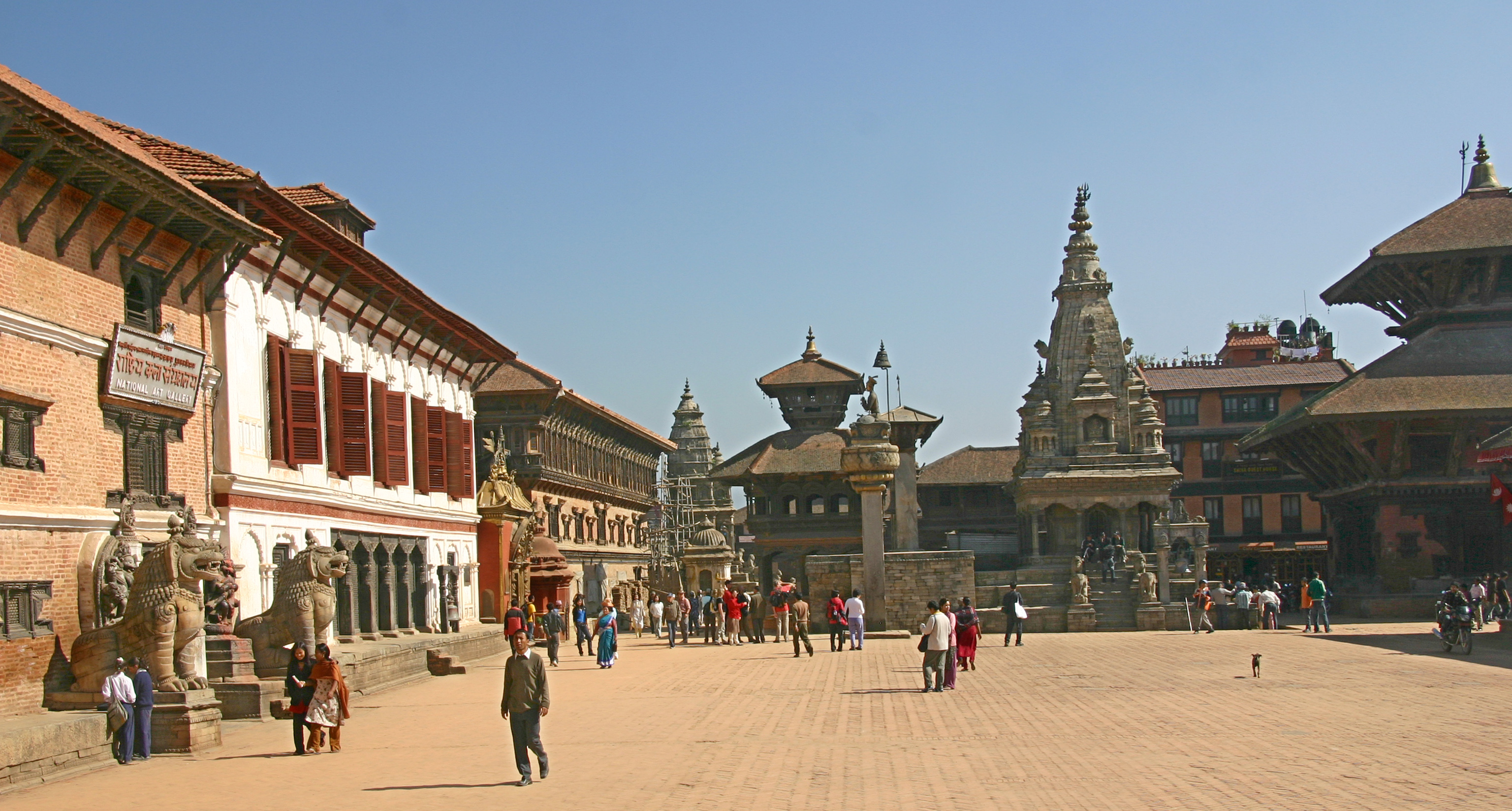
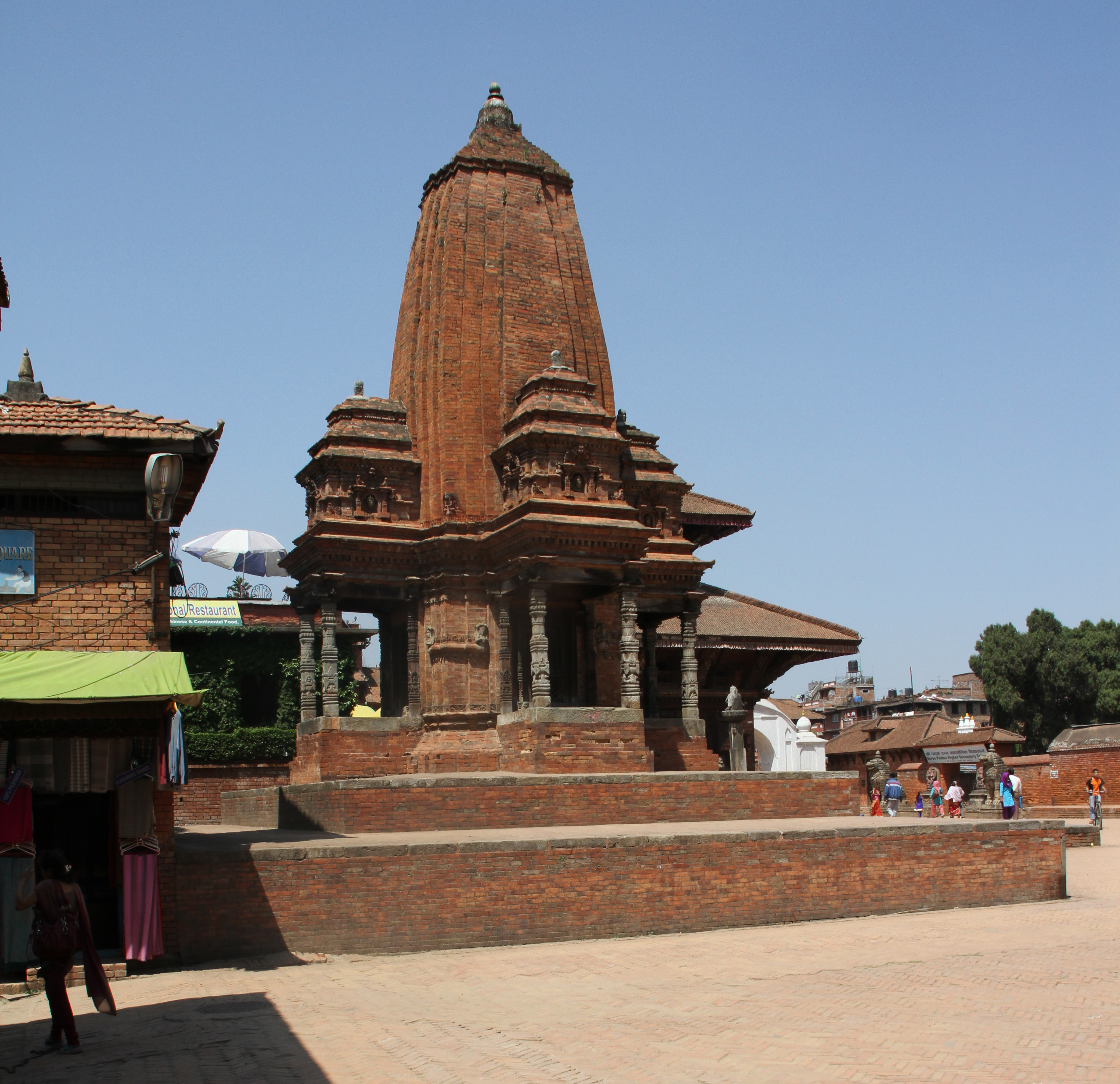
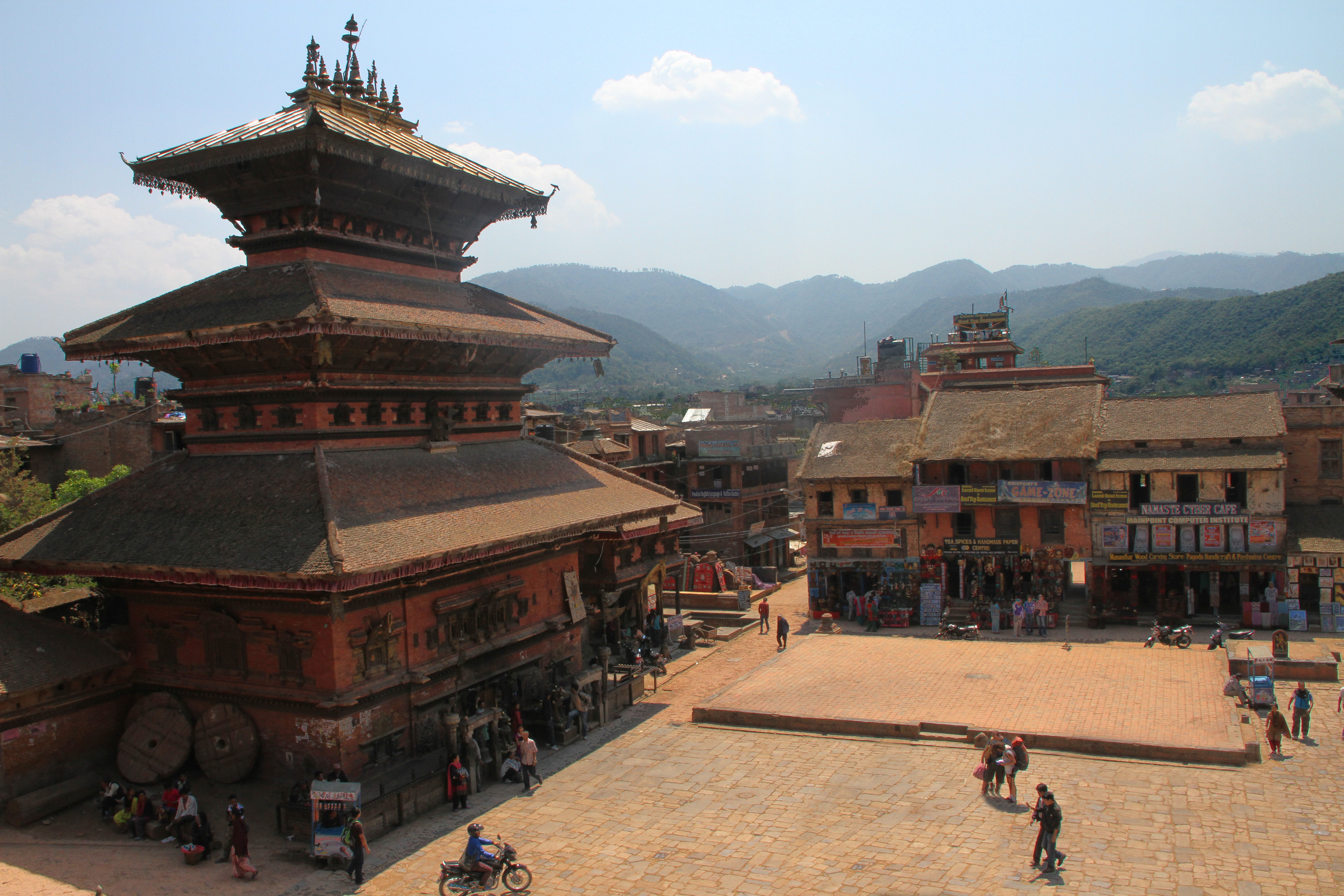
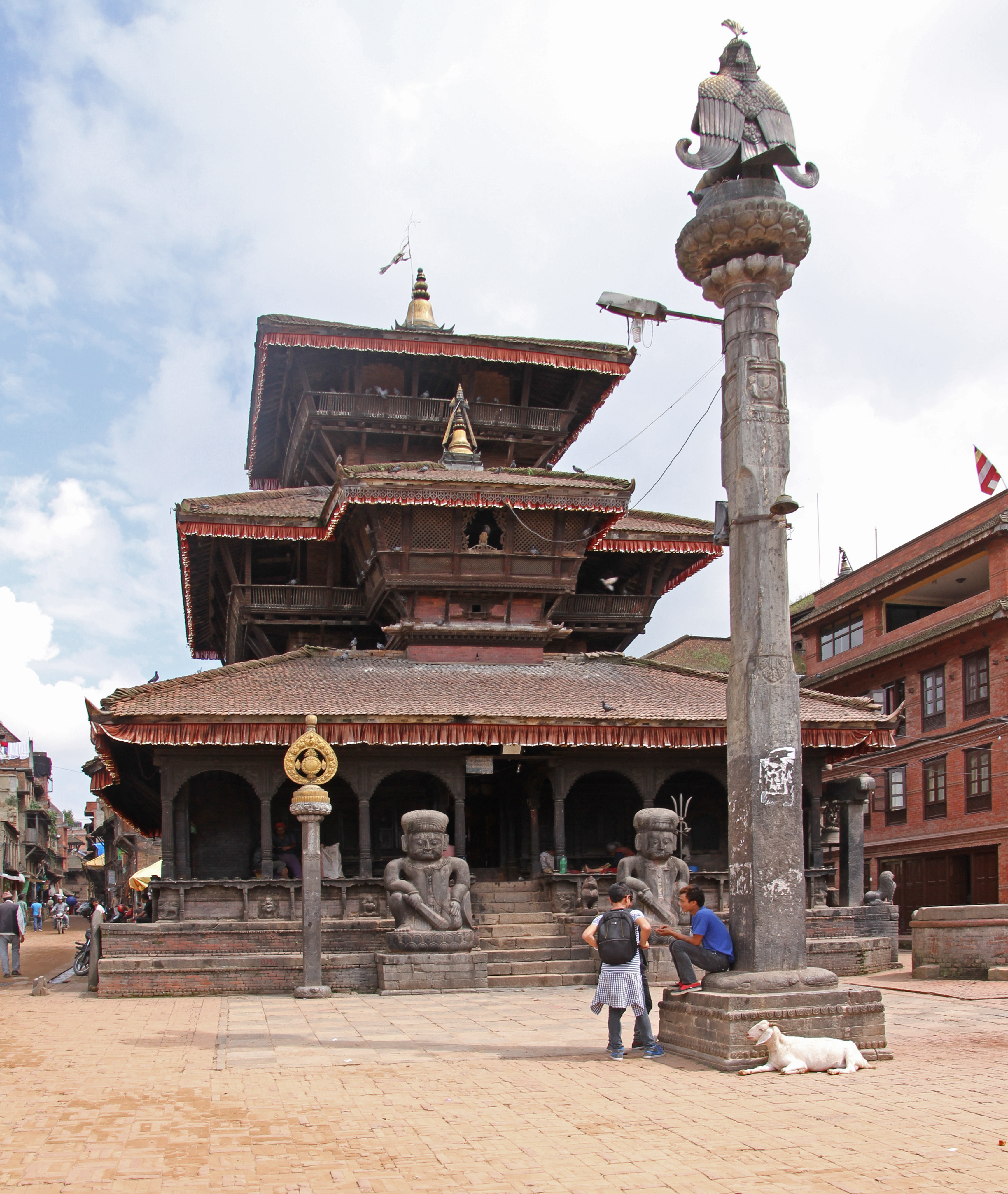
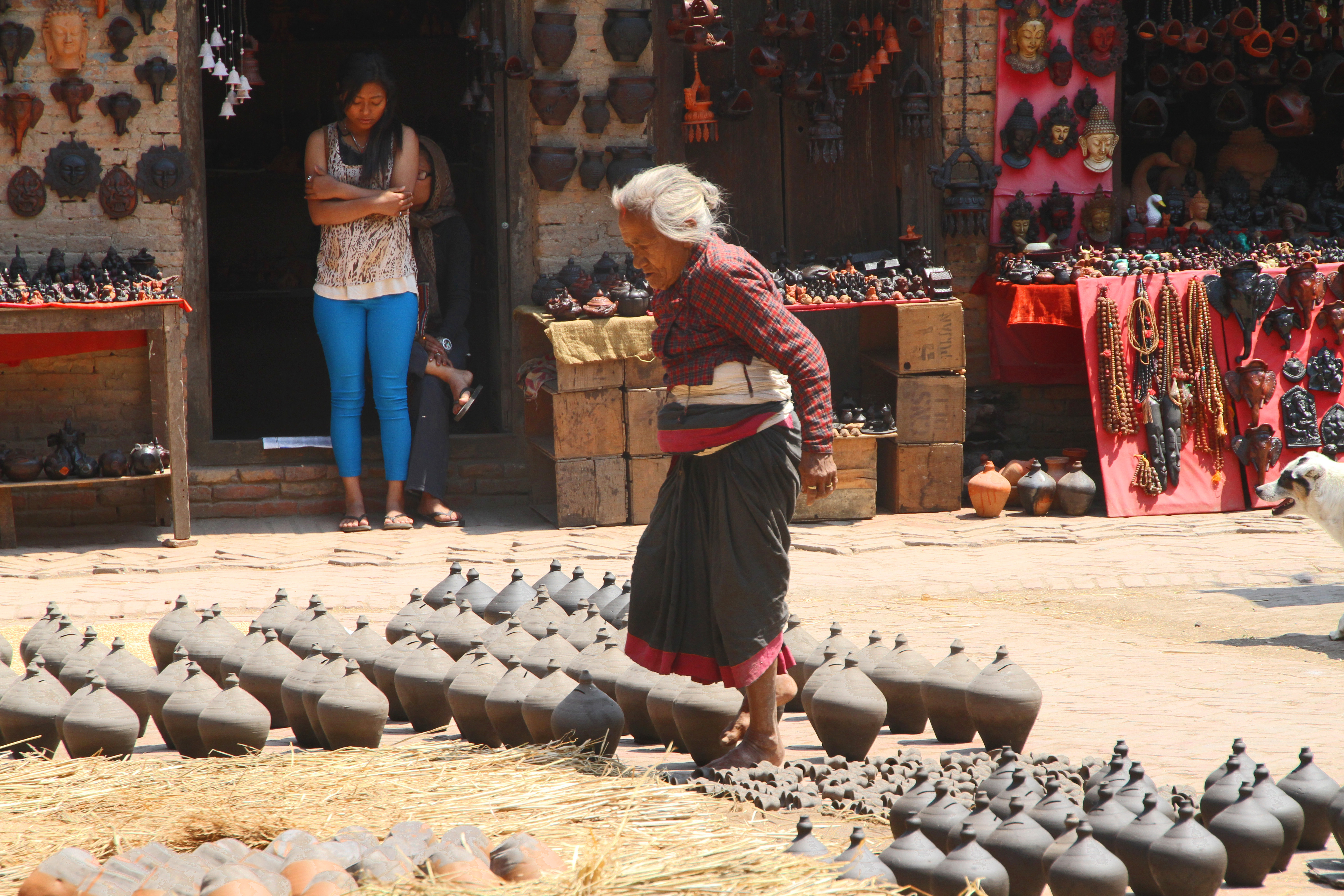
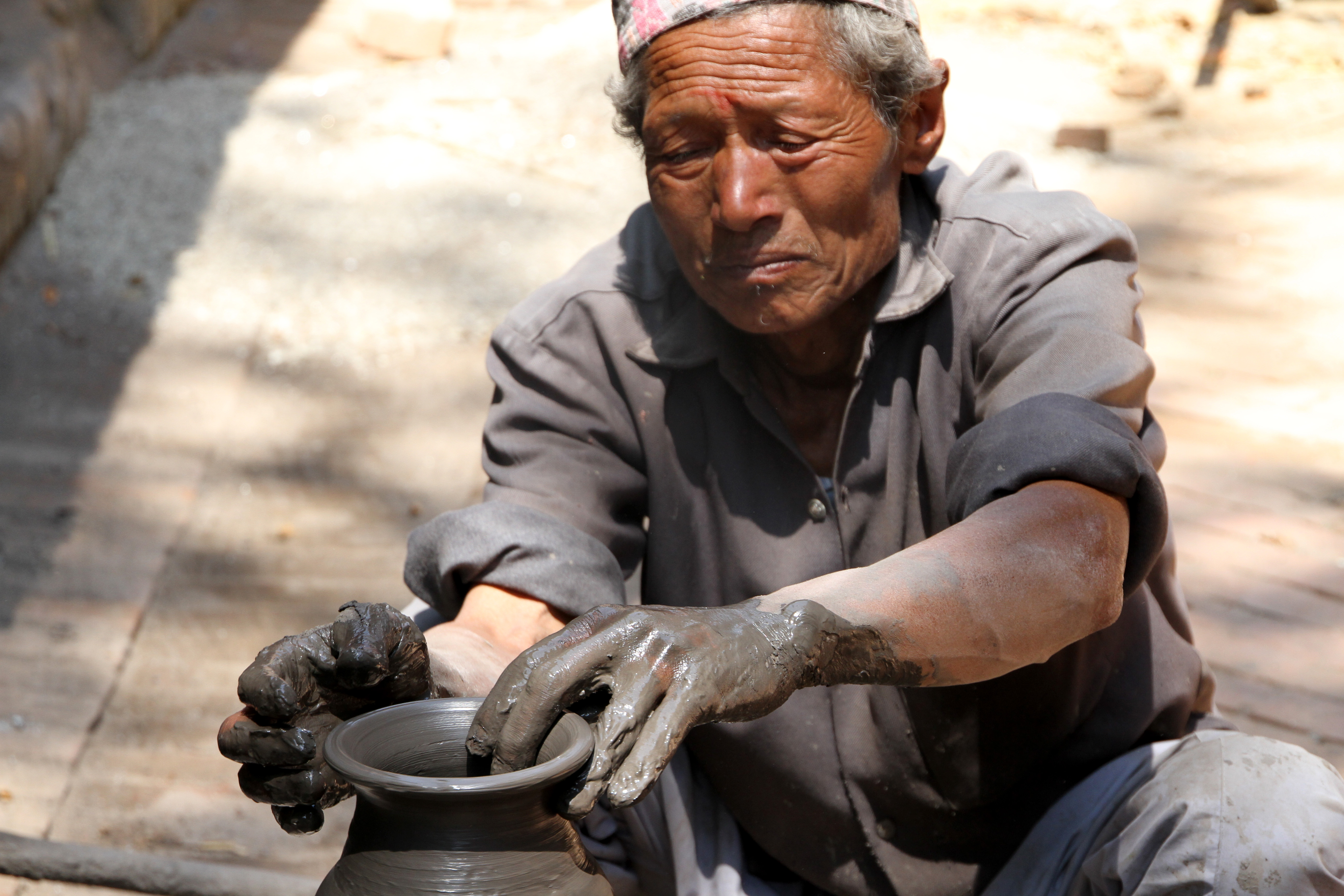
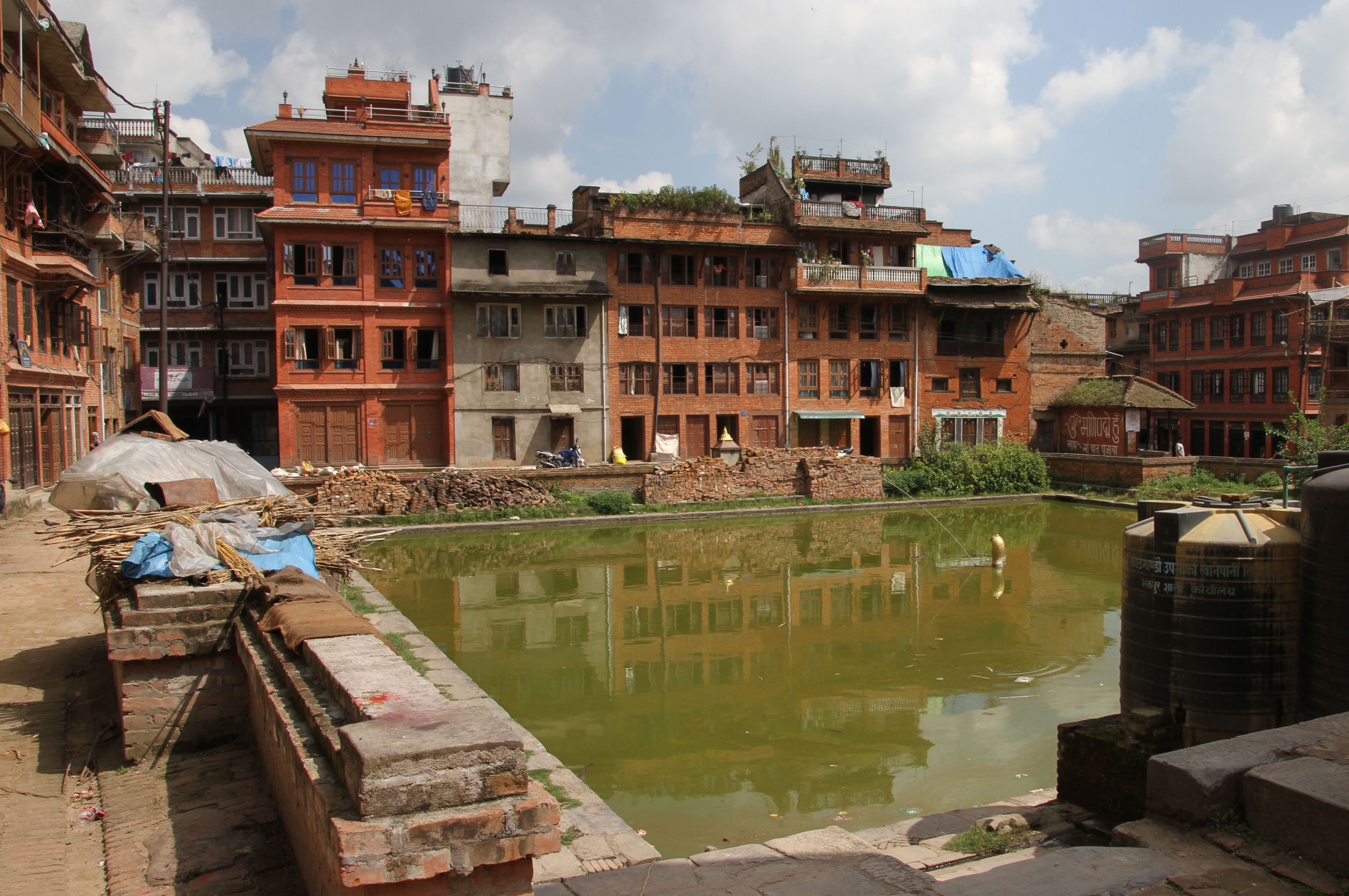
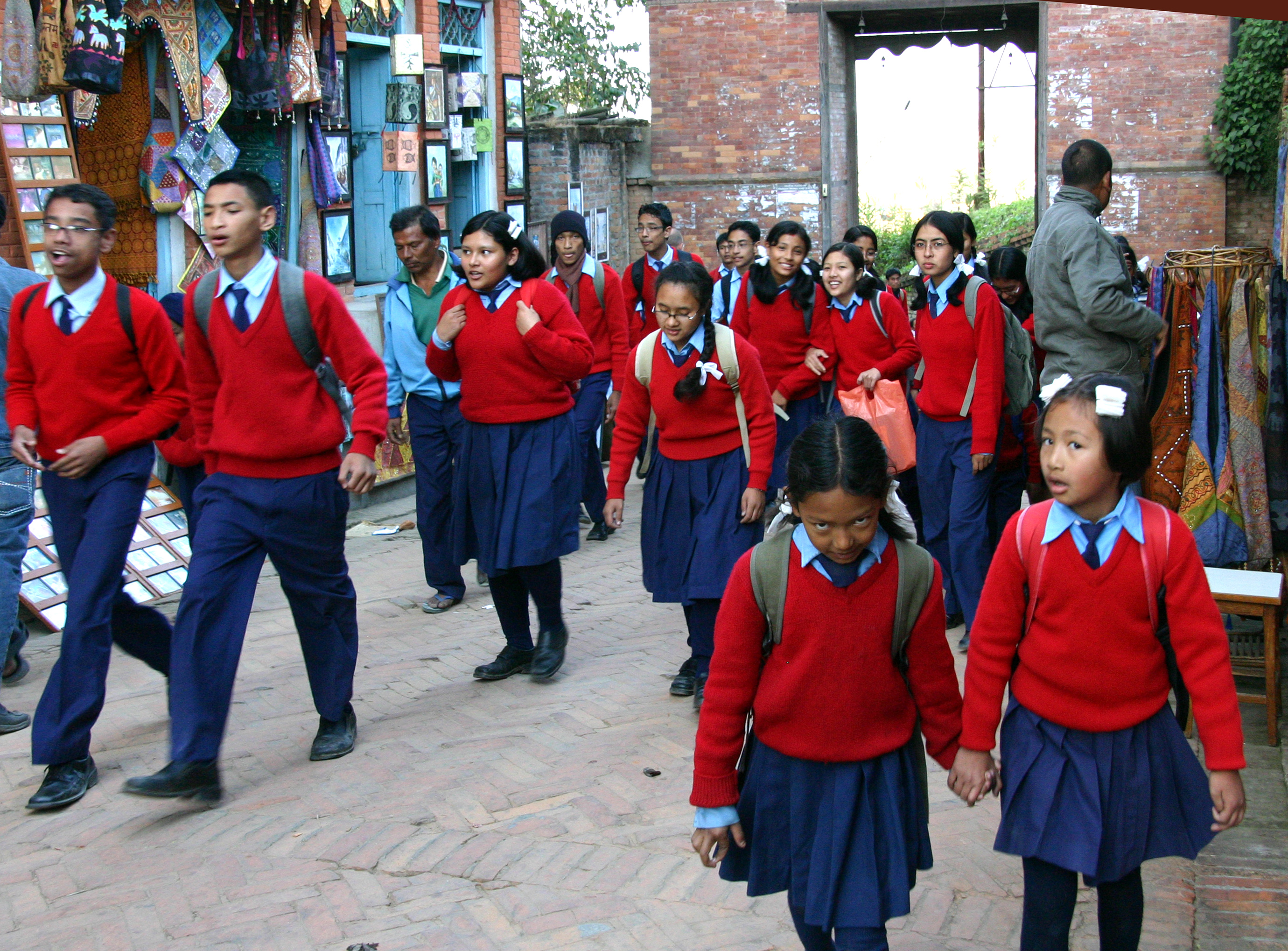

## 外部連結
- Destination Nepal: Bhaktapur.  （页面存档备份，存于）
- Old pictures of Bhaktapur from 1920 （页面存档备份，存于）